# 스튜디오 1039
이영미의 스튜디오 1039는 TBN 대구교통방송(대구 FM 103.9, 김천 FM 95.9MHz)에서 평일 아침 9시부터 오전 10시 55분까지 방송되는 대구·경북권 지역의 아침 라디오 프로그램이다.

## 프로그램 소개
- 하루의 시작을 스튜디오 1039와 함께 알차게 시작해 보세요~ 여러분의 정보친구! 스튜디오1.0.3.9.

## 코너소개

### 매일코너
- 오늘 아침엔... - 하루를 시작하면서 공감할 수 있는 이야기 하나!
- 정보 플러스 - 알아 두면 좋을 생활 속 알짜 정보 전달

## 요일 코너

### 월요일
- 트렌드 A to Z(격주) : 모든 세대들의 다앙한(소비.패션.여가활동.IT 등) 트렌드를 살펴 보는 시간(패널: 소비트렌드분석센터 이혜원 연구위원)
- 팔도음식 견문록(격주) : 팔도의 유명한 음식을 찾아 떠나는 시간(대구음식문화학교 이춘호 기자)
- 저출생 장려프로젝트 "아이와 함께 행복한 세상" : 아이와 함께 행복한 세상을 살아가는 분들의 이야기를 담아 출생을 장려하는 시간(출연: 정윤화 리포터)

### 화요일
- 박프로의 교통정리 : 교통사고와 관련한 모든 것을 알아본다.(출연: 교통전문 박경찬 변호사, 연극배우 홍준오)
- 문화풀어듣기 : 문화현상을 제대로 풀어서 바르게 이해하기(출연: 국립안동대학교 태지호 교수)

### 수요일
- 경제와 생활 : 경제의 흐름을 재밌게 짚어보고 지역경제에 미칠 영향도 살펴 보는 시간(출연: 경북테크노파크 정책기획단 박성덕 단장, 매일신문 정우태 기자, 한국은행대구경북본부)
- 생활Talk,Talk : 생활에 도움이 되는 공공기관의 정보와 의료정보를 알아보는 시간

### 목요일
- 최고운전을 위한 솔루션 제시!(최.운.솔.)(격주) : 운전습관을 인지뇌과학적으로 접근해 안전한 최고운전 해결책을 제시(HB브레인 연구소 최명철 소장)
- 클릭! 과학세상 : 생활 속 과학 원리를 알아보는 시간(출연: 국립대구과학관 이지훈 선임, 전해진 전시교육본부장, 최병도 박사)
- 우리지역의 숨은 이야기: 대구야사(월1회) : 우리 지역의 숨겨진 재밌는 이야기를 파헤쳐 보는 시간(출연: 라일락뜨락1956 권도훈 대표)
- 영화의 모든 것(격주) : 영화의 숨겨진 뒷이야기를 들어본다(김중기 영화평론가).
- 미디어리터러시(월 1회) : 많은 미디어 속에 미디어를 바로 읽는 습관을 키워보는 시간(굿피플미디어협동조합 김선미 총괄이사)

### 금요일
- 송완영의 안전한 세상 : 안전한 생활을 하기 위한 꿀팁을 알아보는 시간(대구과학대학교 송완영 교수)
- 음악담소 : 음악의 신기방기 이야기를 모아 담아서 들어보는 시간(이헌석 음악평론가)